# Дім (Альшеєвський район)
Дім (рос. Дим, башк. Дим) — село у складі Альшеєвського району Башкортостану, Росія. Входить до складу Кармишевської сільської ради.
До 10 вересня 2007 року село називалось Демського відділення Раєвського радгоспу.
Населення — 278 осіб (2010; 284 в 2002).
Національний склад:
- башкири — 84 %